# Rasmus Katholm
Rasmus Katholm (* 22. Juni 1981 in Aarhus) ist ein ehemaliger dänischer Fußballspieler.

## Karriere
Rasmus Katholm spielte zu Beginn seiner Karriere für Vivild IF und Randers Freja (später Randers FC).
Über den Brabrand IF und dem Aarhus GF kam er 2007 zum FC Fredericia. Wo er im Jahr 2009 mit 20 Treffern zum Torschützenkönig der Viasat Sport Division wurde (diesen musste er sich mit Rajko Lekić teilen). Im Jahr 2009 wechselte er zum AC Horsens.
Mit dem AC Horsens stieg er 2010 in die Superliga auf. Im Herbst 2010 zog sich Kaholm einen Kreuzbandriss zu, wodurch er bis Saisonende an keinem Spiel mehr teilnahm. Sein Vertrag wurde nicht verlängert, wodurch Katholm seit dem 1. Juli 2011 vereinslos war. Am 1. April 2012 schloss er sich dem dänischen Verein Hobro IK an und beendet nach der Saison 2011/12 seine Karriere.